# Lycophotia protensa
Lycophotia protensa là một loài bướm đêm trong họ Noctuidae.